# 督憲盃
督憲盃（英文：Governor's Cup）是香港一項已經停辦的足球錦標競賽，於1933年創辦，由華協會華聯隊與足總西聯隊進行每年一度的對抗賽。

## 歷史
1931年－32年香港甲組足球聯賽展開前，香港中華業餘體育協會主辦的和和盃由於遭到香港足球總會的阻撓，加上九一八事變後香港社會不安，導致賽事入場觀眾銳減，入不敷支。華協會感受到遭受足總不公平待遇，發起當時參與香港甲組足球聯賽的5支華人足球隊：南華、中華、東方、太古及祟正一同抵制足總主辦的賽事。由於沒有華人足球隊參賽，各項賽事的華人觀眾零落，門票收入大跌，連足球場亦告虧蝕。風波持續了一整個球季，時任香港足球總會副會長羅旭龢及華人領袖羅文錦從中斡旋，邀集雙方代表經過了多次會議才達成和解，華人足球隊於1932年－33年香港甲組足球聯賽恢復參與。
為了維繫兩會感情，議決由兩會聯合舉辦督憲盃賽，規定由華協的華聯隊與足總的西聯隊對抗。原訂賽制採用三戰兩勝定勝負，一勝一和亦不會有第三場賽事，惟首屆賽事由於時間迫促，只舉行了一場賽事，於1933年5月6日在香港足球會球場開戰，結果西聯以2-0獲勝奪得首屆錦標。

## 歷屆賽事
冠軍隊比分粗體
| 屆數 | 年份   | 冠軍         | 亞軍         | 比數            |
| ---- | ------ | ------------ | ------------ | --------------- |
| 01   | 1933年 | 西聯         | 華聯         | 2-0             |
| 02   | 1934年 | 西聯         | 華聯         |                 |
| 03   | 1935年 | 西聯         | 華聯         |                 |
| 04   | 1936年 | 華聯         | 西聯         |                 |
| 05   | 1937年 |              |              |                 |
| 06   | 1938年 |              |              |                 |
| 07   | 1939年 |              |              |                 |
| 08   | 1940年 |              |              |                 |
| 09   | 1941年 | 香港淪陷停辦 | 香港淪陷停辦 | 香港淪陷停辦    |
| 10   | 1942年 | 香港淪陷停辦 | 香港淪陷停辦 | 香港淪陷停辦    |
| 11   | 1943年 | 香港淪陷停辦 | 香港淪陷停辦 | 香港淪陷停辦    |
| 12   | 1944年 | 香港淪陷停辦 | 香港淪陷停辦 | 香港淪陷停辦    |
| 13   | 1945年 | 香港淪陷停辦 | 香港淪陷停辦 | 香港淪陷停辦    |
| 14   | 1946年 | 香港淪陷停辦 | 香港淪陷停辦 | 香港淪陷停辦    |
| 15   | 1947年 |              |              |                 |
| 16   | 1948年 |              |              |                 |
| 17   | 1949年 |              |              |                 |
| 18   | 1950年 |              |              |                 |
| 19   | 1951年 |              |              |                 |
| 20   | 1952年 | 華聯         | 西聯         | 1-2、3-2、2-1   |
| 21   | 1953年 | 華聯         | 西聯         | 2-2、3-2        |
| 22   | 1954年 | 華聯         | 西聯         | 6-0、0-0        |
| 23   | 1955年 | 華聯         | 西聯         | 1-11、7-3、11-3 |

## 外部連結
- 香港中華業餘體育協會 （页面存档备份，存于）